# ESPN
ESPN (Entertainment and Sports Programming Networks) je globální sportovní kabelová a satelitní televizní stanice, která byla založena v roce 1979 ve Spojených státech amerických. ESPN v České republice začala vysílat v roce 2010, vysílání bylo ukončeno 31. srpna 2013. ESPN vysílá sporty především ze Spojených států jako např. MLB, NBA,UFC, NCAA či NHL. V rámci tenisového grandslamu pokrývá Australian Open, Wimbledon a US Open i s celou sérií.